# پایه منبع تغذیه آی‌سی

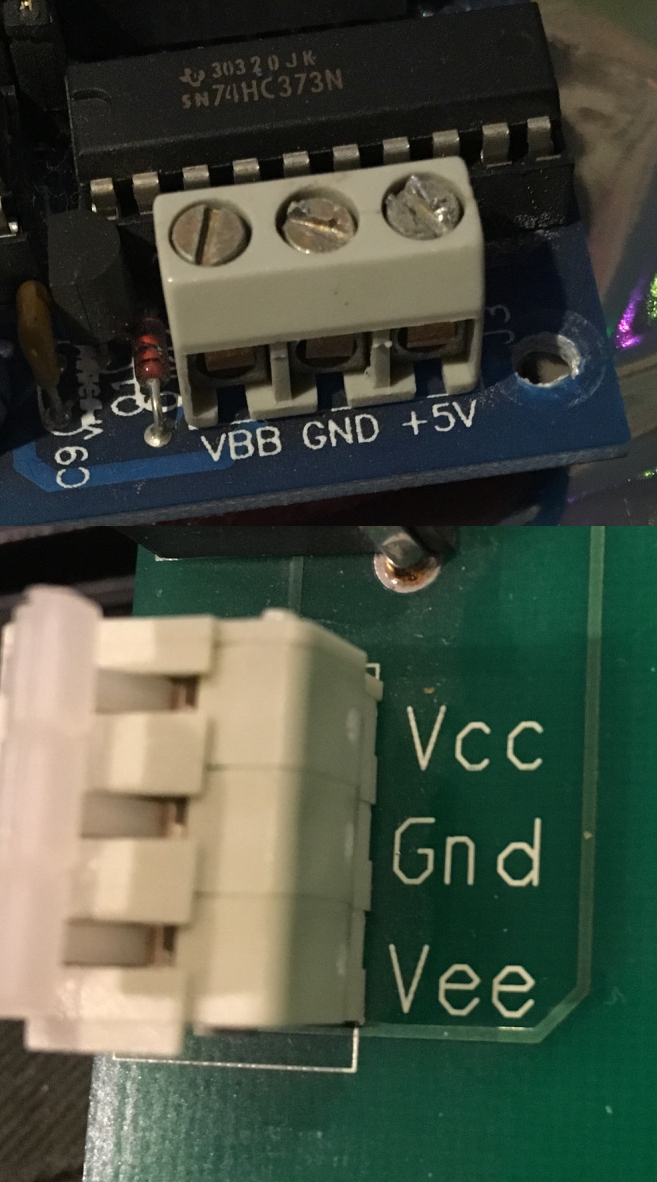
ورودی‌های منبع تغذیه روی بردهای مدار با اندیس‌های ولتاژ چاپ‌شده روی دیواره

تقریباً همه مدارهای مجتمع (IC) دارای حداقل دو پایه هستند که به خط منبع مداری که در آن نصب شده‌اند متصل می‌شوند. اینها به عنوان پایه‌های منبع-تغذیه شناخته می‌شوند. با این حال برچسب‌گذاری پایه‌ها بسته به خانوادهٔ IC و سازنده متفاوت است.
| برچسب‌گذاری پایه تغذیه معمولی | برچسب‌گذاری پایه تغذیه معمولی | برچسب‌گذاری پایه تغذیه معمولی | برچسب‌گذاری پایه تغذیه معمولی | برچسب‌گذاری پایه تغذیه معمولی |
|                              | BJT                          | FET                          |                              |                              |
| ---------------------------- | ---------------------------- | ---------------------------- | ---------------------------- | ---------------------------- |
| ولتاژ تغذیه مثبت             | VCC/VBB                      | VDD                          | V+                           | V S+                         |
| ولتاژ تغذیه منفی             | VEE                          | VSS                          | V−                           | V S−                         |
| زمین                         | GND                          | GND                          | ۰                            | ۰                            |

ساده‌ترین برچسب‌ها V+ و V− هستند. اما طراحی داخلی و سنت‌های تاریخی منجر به استفاده از انواع برچسب‌های دیگر شده‌است. V+ و V- همچنین ممکن است به ورودی‌های ولتاژ وارون (+) و ناوارون (-) آی‌سی‌ها مانند آمپ امپ‌های عملیاتی اشاره داشته باشند.
برای منابع تغذیه گاهی یکی از خط‌های تغذیه به عنوان زمین (به اختصار «GND») نامیده می‌شود و ولتاژهای مثبت و منفی نسبت به زمین هستند. در الکترونیک دیجیتال، ولتاژهای منفی به ندرت وجود دارد و زمین تقریباً همیشه منفی‌ترین سطح ولتاژ است. در الکترونیک آنالوگ (مانند تقویت‌کننده قدرت صوتی) زمین می‌تواند سطح ولتاژی بین مثبت‌ترین و منفی‌ترین سطح ولتاژ باشد.
درحالیکه نمادگذاری اندیس دوگانه که در آن حروف اندیس‌شده نشان‌دهنده تفاوت بین دو نقطه است، از جایبان‌هایی (به انگلیسی: placeholders) به ظاهر مشابه با اندیس‌ها استفاده می‌کند، نمادگذاری اندیس ولتاژ منبع تغذیه حرف دوگانه مستقیماً مرتبط نیست (اگرچه ممکن است یک عامل تأثیرگذار بوده باشد).